# Sobralia candida
Sobralia candida är en orkidéart som först beskrevs av Eduard Friedrich Poeppig och Stephan Ladislaus Endlicher, och fick sitt nu gällande namn av Heinrich Gustav Reichenbach. Sobralia candida ingår i släktet Sobralia och familjen orkidéer. Inga underarter finns listade i Catalogue of Life.